# Selenophorus granarius
Selenophorus granarius är en skalbaggsart som beskrevs av Pierre François Marie Auguste Dejean. Selenophorus granarius ingår i släktet Selenophorus och familjen jordlöpare. Inga underarter finns listade i Catalogue of Life.